# Амирханян, Аветик Рубенович
Амирханян Аветик Рубенович (3 марта 1955 года, с. Еранос, Армянская ССР) — казахстанский политический и общественный деятель. Депутат Мажилиса Парламента Республики Казахстан VII созыва.

## Биография
В 1984 году окончил Уральский совхоз-техникум по специальности «Агрономия», в 2003 году окончил Казахскую Академию труда и социальных отношений по специальности «Правоведение», в 2011 году окончил Евразийскую Академию по специальности «Государственное и местное управление».
В 1973—1975 гг. служил в рядах Советской Армии.
Трудовую деятельность начал в 1975 году мастером строительной бригады в колхозе «Красный Октябрь» Теректинского района Уральской области.
В 1981—1991 гг. — мастер строительного участка ПМК-801 треста «Уральсксельстрой».
В 1991 году создал малое предприятие «Айдана» с уклоном в производство товаров лёгкой промышленности и продуктов питания. В 1991—2020 гг. — руководитель ТОО «Айдана».
2005—2021 гг. — глава крестьянского хозяйства «Мырза Джан».
С 2012 года Председатель Западно-Казахстанского областного Армянского этнокультурного общественного объединения «Масис».
С 2003 года член партии «Нұр Отан».
С 2003 по 2016 гг. — депутат Уральского городского маслихата 3-х созывов.
С 2016 по 2021 г.г. — депутат Западно-Казахстанского областного маслихата
С 15 января 2021 года — депутат Мажилиса Парламента Республики Казахстан.
Женат, имеет дочь, двух сыновей, 3-х внуков и 3-х внучек.

## Награды
- Юбилейная медаль «Қазақстан Республикасы Парламентіне 10 жыл»,
- Медаль «Атамаекен» ІІІ степени НЭП «Атамекен»,
- Медаль «Шапағат»,
- Медаль «Құрметті жолшы»,
- Медаль «Ерен еңбегі»,
- Юбилейная медаль «Қазақстан Республикасының Тәуелсіздігіне 20 жыл»,
- Юбилейная медаль «Қазақстан мәслихаттарына 20 жыл»,
- Юбилейная медаль «Қазақстан халқы Ассамблеясына 20 жыл»,
- Золотая медаль «Бірлік» Ассамблеи народа Казахстана,
- Орден «Құрмет»,
- Медаль «Почётный энергетик» ЗКО,
- Почётный гражданин Таможенного союза,
- Юбилейная медаль «Қазақстан Республикасынының Тәуелсіздігіне 25 жыл»,
- Орден «Decus oeconomicae» за эффективное управление лидирующим предприятием и персональный взгляд в развитие экономических стран,
- Юбилейная медаль «Қазақстан халқы Ассамблеясына 25 жыл».